# Garcinia elliptica
Garcinia elliptica là một loài thực vật có hoa trong họ Bứa. Loài này được Wall. ex Wight mô tả khoa học đầu tiên năm 1839.